# 尼特瑙
尼特瑙是德国巴伐利亚州的一个市镇。总面积93.16平方公里，总人口8466人，其中男性4246人，女性4220人（2011年12月31日），人口密度91人/平方公里。